# سکرنتون (کارولینای جنوبی)
سکرنتون(به انگلیسی: Scranton) شهری در ایالت کارولینای جنوبی کشور ایالات متحده آمریکا است که جمعیت آن در سرشماری سال ۲۰۱۰ میلادی، ۹۳۲ نفر بوده‌است.